# Приозёрное (район Беимбета Майлина)
Приозёрное (каз. Приозерное) — село в районе Беимбета Майлина Костанайской области Казахстана. Код КАТО — 396447100.

## География
Село находится примерно в 25 км к юго-западу от районного центра, села Тарановское.

## История
Село было основано 27 ноября 1954 года в качестве центральной усадьбы совхоза «Колос». 30 июня 1956 года село стало административным центром вновь образованного Колосовского сельсовета. 2 января 1963 года сельсовет был передан в состав Тобольского района. 20 августа 1966 года был передан в состав Тарановского района. 20 ноября 2009 года Колосовский сельский округ был преобразован в село Приозёрное.

## Население
В 1999 году население села составляло 1042 человека (507 мужчин и 535 женщин). По данным переписи 2009 года, в селе проживало 668 человек (328 мужчин и 340 женщин).
По данным на 1 января 2013 года население села составляло 590 человек, в том числе:
- казахи — 143 чел.
- русские — 198 чел.
- украинцы — 156 чел.
- немцы — 38 чел.
- другие национальности — 55 чел.

Всего в селе проживают представители 14 национальностей.